# 1991 en football
Cette page présente les faits marquants de l'année 1991 en football.

## Janvier
- 13 janvier, Championnat de France : au Stade Vélodrome, l'Olympique de Marseille l'emporte 7-0 sur l'Olympique lyonnais. Jean-Pierre Papin inscrit 4 buts.
- 19 janvier, Championnat d'Espagne : au Camp Nou, le FC Barcelone s'impose 2-1 sur le Real Madrid.

## Février
- 22 février : Ronnie Moran devient le nouvel entraîneur de Liverpool. Il remplace Kenny Dalglish, qui était en poste depuis l'année 1985.

## Mars
- 6 mars : Wim Jansen devient le nouvel entraîneur du Feyenoord Rotterdam. Il succède à Gunder Bengtsson et Pim Verbeek.
- 29 mars :
  - Diego Maradona est déclaré positif à la cocaïne. Il est exclu des terrains pendant 15 mois.
  - Naissance de N'Golo Kanté à Paris.

## Avril
- 16 avril : Graeme Souness devient le nouvel entraîneur de Liverpool. Il succède à Ronnie Moran.

## Mai
- 15 mai : Manchester United remporte la Coupe d'Europe des vainqueurs de coupes face au FC Barcelone, 2-1.
  - Article détaillé : Coupe d'Europe des vainqueurs de coupe 1990-1991
- 17 mai : l’Olympique de Marseille est champion de France.
  - Article détaillé : Championnat de France de football 1990-1991
- 18 mai : Tottenham remporte la FA Cup en s'imposant 2-1 après prolongation face à Nottingham Forest.
  - Article détaillé : Coupe d'Angleterre de football 1990-1991
- 22 mai : l’Inter Milan remporte la Coupe de l'UEFA en battant l'AS Rome en finale. Il s'agit de la première coupe de l'UEFA remportée par l'Inter.
  - Article détaillé : Coupe UEFA 1990-1991
- 29 mai : l’Étoile rouge de Belgrade s’impose face à l’Olympique de Marseille en finale de la Coupe des clubs champions européens. Une séance de Tirs au but s'avère nécessaire afin de pouvoir départager les deux équipes, le score étant de 0-0 après prolongation. Il s'agit du premier titre pour l'Étoile rouge de Belgrade dans cette compétition. C'est également la première fois que l'OM atteint la finale de cette prestigieuse Coupe.
  - Article détaillé : Coupe des clubs champions européens 1990-1991

## Juin
- 2 juin : le Feyenoord Rotterdam remporte la Coupe des Pays-Bas en s'imposant en finale face au FC Den Bosch. Les dernières minutes du match ne sont pas jouées à cause de hooligans qui envahissent la pelouse.
  - Article détaillé : Coupe des Pays-Bas de football 1990-1991
- 5 juin : Colo Colo (Chili) remporte la Copa Libertadores. Les Chiliens s'imposent face aux Paraguayens du Club Olimpia (0-0 au match aller, 3-0 au match retour).
  - Article détaillé : Copa Libertadores 1991
- 8 juin : 
  - Championnat d'Espagne : à Santiago Bernabéu, le Real Madrid s'impose 1-0 sur le FC Barcelone. L'unique but de la partie est inscrit par Adolfo Aldana.
  - Monaco remporte la Coupe de France face à l’Olympique de Marseille sur le score de 1-0. Gérald Passi donne la victoire aux monégasques en inscrivant un but en toute fin de match. Il s'agit de la cinquième Coupe de France remportée par l'ASM.
    - Article détaillé : Coupe de France de football 1990-1991
- 19 juin : la Slovénie dispute son tout premier match international, s'inclinant 0-1 face à la Croatie.

## Octobre
- 19 octobre, Championnat d'Espagne : à Santiago Bernabéu, le Real Madrid et le FC Barcelone font match nul un but partout.

## Novembre
- 30 novembre : organisée en Chine, la première Coupe du monde féminine couronne les États-Unis, qui se défont de la Norvège en finale 2-1.
  - Article détaillé : Coupe du monde de football féminin 1991

## Décembre
- 8 décembre : l'Étoile Rouge de Belgrade remporte la Coupe intercontinentale en battant les Chiliens de Colo Colo sur le score de 3-0.
- 14 décembre : le Club africain remporte la Coupe d'Afrique des clubs champions.
  -     - Article détaillé : Coupe des clubs champions africains 1991
- 20 décembre : Jean-Pierre Papin reçoit le Ballon d'or France football de l'année 1991.

## Naissances
Plus d'informations : Liste d'acteurs du football nés en 1991.
- 7 janvier : 
  - Eden Hazard, footballeur belge
  - Clément Grenier, footballeur français
- 15 janvier : 
  - Marc Bartra, footballeur espagnol
  - Nicolai Jørgensen, footballeur danois
- 1er février : Faouzi Ghoulam, footballeur algérien
- 8 février : 
  - Michael Lang, footballeur suisse
  - Wahbi Khazri, footballeur tunisien
- 12 février : Patrick Herrmann, footballeur allemand
- 13 février : Eliaquim Mangala, footballeur belge
- 16 février : Sergio Canales, footballeur espagnol
- 19 février : Christoph Kramer, footballeur allemand
- 21 février : Riyad Mahrez, footballeur algérien
- 24 février :
  - Nicolas Benezet, footballeur français
  - Christian Kabasele, footballeur belge
- 11 mars : Alessandro Florenzi, footballeur italien
- 16 mars : Admir Mehmedi, footballeur suisse
- 19 mars : Aleksandr Kokorin, footballeur russe
- 21 mars :
  - Jack Rodwell, footballeur anglais
  - Antoine Griezmann, footballeur français
  - Mateus Uribe, footballeur colombien
- 29 mars : N'Golo Kanté, footballeur français
- 5 avril : Nathaniel Clyne, footballeur anglais
- 11 avril : Thiago Alcántara, footballeur espagnol
- 16 avril : Luis Muriel, footballeur colombien
- 26 avril : Benjamin Lecomte, footballeur français
- 27 avril :
  - Georgi Schennikov, footballeur russe
  - Isaac Cuenca, footballeur espagnol
- 5 mai : Raúl Jiménez, footballeur mexicain
- 9 mai : Genki Haraguchi, footballeur japonais
- 13 mai : Junior Messias, footballeur brésilien
- 27 mai : Armando Sadiku, footballeur albanais
- 28 mai :
  - Gaël Kakuta, footballeur français
  - Alexandre Lacazette, footballeur français
- 4 juin : Lorenzo Insigne, footballeur italien
- 14 juin : André Carrillo, footballeur péruvien
- 19 juin : Andrej Kramaric, footballeur croate
- 20 juin : Kalidou Koulibaly, footballeur sénégalais
- 23 juin : Fakhreddine Ben Youssef, footballeur tunisien
- 25 juin : Simone Zaza, footballeur italien
- 28 juin : Kevin De Bruyne, footballeur belge
- 1er juillet : Lucas Vázquez, footballeur espagnol
- 12 juillet : James Rodríguez, footballeur colombien
- 14 juillet : Maksim Kanunnikov, footballeur russe
- 22 juillet : Tomi Jurić, footballeur australien
- 8 août : Joel Matip, footballeur camerounais
- 11 août : Cristian Tello, footballeur espagnol
- 17 août : Steven Zuber, footballeur suisse
- 19 août : Salem al-Dossari, footballeur saoudien
- 26 août : Lazar Pajović, footballeur serbe
- 29 août : Néstor Araujo, footballeur mexicain
- 31 août : Cédric Soares, footballeur portugais
- 9 septembre :
  - Oscar, footballeur brésilien
  - Danilo Pereira, footballeur portugais
- 12 septembre : Thomas Meunier, footballeur belge
- 2 octobre : Roberto Firmino, footballeur brésilien
- 9 octobre : Andy Delort, footballeur algérien
- 10 octobre : Xherdan Shaqiri, footballeur suisse
- 22 octobre : Aissa Mandi, footballeur algérien
- 23 octobre : Emil Forsberg, footballeur suédois
- 24 novembre : Baghdad Bounedjah, footballeur algérien
- 6 décembre : Andréa Fileccia, footballeur belgo-italien.
- 7 décembre : Chris Wood, footballeur néo-zélandais
- 20 décembre : Fabian Schär, footballeur suisse

## Principaux décès
Plus d'informations : Liste d'acteurs du football morts en 1991.
- 15 janvier : décès à 69 ans de Dominique Ruff, joueur français[1].
- 22 janvier : décès à 78 ans de Walter Vollweiler, joueur allemand.
- 30 janvier : décès à 85 ans de Marcel Galey, international français ayant remporté le Championnat de France 1936 et la Coupe de France 1936[2].
- 24 février : décès à 91 ans de Georges Capdeville, arbitre international français[3].
- 24 février : décès à 62 ans de Héctor Rial, international espagnol ayant remporté 4 Coupe d'Europe des clubs champions, 4 Championnat d'Espagne, le Championnat d'Uruguay en 1952 et le Championnat d'Argentine en 1946 devenu entraîneur. Il fut également sélectionneur de l'Arabie Saoudite et du Salvador.
- ? avril : décès à 83 ans de Patricio Arnau, joueur espagnol ayant remporté le Championnat d'Espagne 1929 et 3 Coupe d'Espagne.
- 1er avril : décès à 87 ans de Francisco Alcoriza, joueur espagnol.
- 14 avril : décès à 71 ans de Schubert Gambetta, international uruguayen ayant remporté la Coupe du monde 1950, la Copa América 1942 et 10 Championnat d'Uruguay.
- 17 avril : décès à 78 ans d'Édouard Waggi, international français ayant remporté le Championnat de France 1937[4].
- 10 mai : décès à 81 ans de Henri Ozenne, joueur français ayant remporté le Championnat de France en 1936 et 2 Coupe de France[5].
- 10 mai : décès à 71 ans de Francisco Peralta, joueur espagnol.
- 30 mai : décès à 65 ans de Georges Deruelle, joueur français ayant remporté le Championnat de France en 1947[6].
- 12 juin : décès à 67 ans de Guy Huguet, international français[7].
- 13 juin : décès à 66 ans de Dagoberto Lavalle, international péruvien ayant remporté le Championnat du Pérou1951.
- 21 juin : décès à 67 ans de Pierre Bini, footballeur français ayant remporté le Championnat de France en 1949 et la Coupe de France en 1950 devenu entraîneur[8].
- 4 juillet : décès à 56 ans de Joseph Moreira, joueur français[9].
- 6 juillet : décès à 80 ans de Franciszek Olejniczak, joueur franco-polonais ayant remporté  le Championnat de France 1937 et 2 Coupe de France.
- 27 juillet : décès à 87 ans de Gino Colaussi, international italien ayant remporté la Coupe du monde 1938 et la Coupe d'Italie 1942.
- 31 juillet : décès à 69 ans de Justo Nuevo, joueur français[10].
- 11 août : décès à 79 ans de jean Cavalli, joueur français ayant remporté la Coupe de France 1935.
- 23 août : décès à 77 ans de Wilhelm Hahnemann, international autrichien et allemand ayant remporté 4 Championnat d'Autriche et la Coupe d'Autriche en 1947 puis comme entraîneur en 1956 le Championnat de Suisse et la Coupe de Suisse.
- 26 août : décès à 73 ans d'Otto Barella, joueur français[11].
- ? août : décès à 73 ans de Tomás Regueiro, joueur espagnol ayant remporté le Championnat du Mexique 1944.
- 15 septembre : décès à 78 ans de Luis Miró, joueur espagnol ayant remporté la Coupe d'Espagne 1942 devenu entraîneur[12].
- 22 septembre : décès à 73 ans de Louis Dugauguez, joueur français devenu entraîneur ayant remporté 2 Coupe de France. Il fut également sélectionneur de la France[13]
- 11 octobre : décès à 79 ans de Pietro Ferraris, international italien ayant remporté la Coupe du monde 1938, 6 Championnat d'Italie et 2 Coupe d'italie.
- 11 octobre : décès à 71 ans de Josip Takač, international yougoslave ayant remporté 2 Coupe de Yougoslavie.
- 31 octobre : décès à 67 ans de César Rueda, joueur espagnol ayant remporté 2 Championnat d'Espagne.
- 12 novembre : décès à 78 ans de Francisco Pérez Cubas, joueur espagnol ayant remporté la Coupe d'Espagne 1940.
- 17 novembre : décès à 24 ans de Maurice Banach, joueur allemand.
- 4 décembre : décès à 78 ans d'Orestes Jordán, international péruvien ayant remporté 3 Championnat du Pérou.
- 23 décembre : décès à 89 ans d'Aimé Durbec, international français ayant remporté 2 Coupe de France[14].
- 30 décembre : décès à 68 ans de Jean Grumellon, international français[15].

## Groupes de supporters créés
- Magic Fans (AS St-Étienne).
- Lutece Falco (Paris-SG).
- Supras Auteuil (Paris-SG).
- Gladiators (Nîmes).
- Roazhon Celtic Kop (Rennes).

## Liens
- RSSSF : Tous les résultats du monde